# BMW N42
Il BMW N42 è un motore a scoppio a benzina per uso automobilistico prodotto tra il 2001 ed il 2004 dalla casa automobilistica tedesca BMW.

## Descrizione

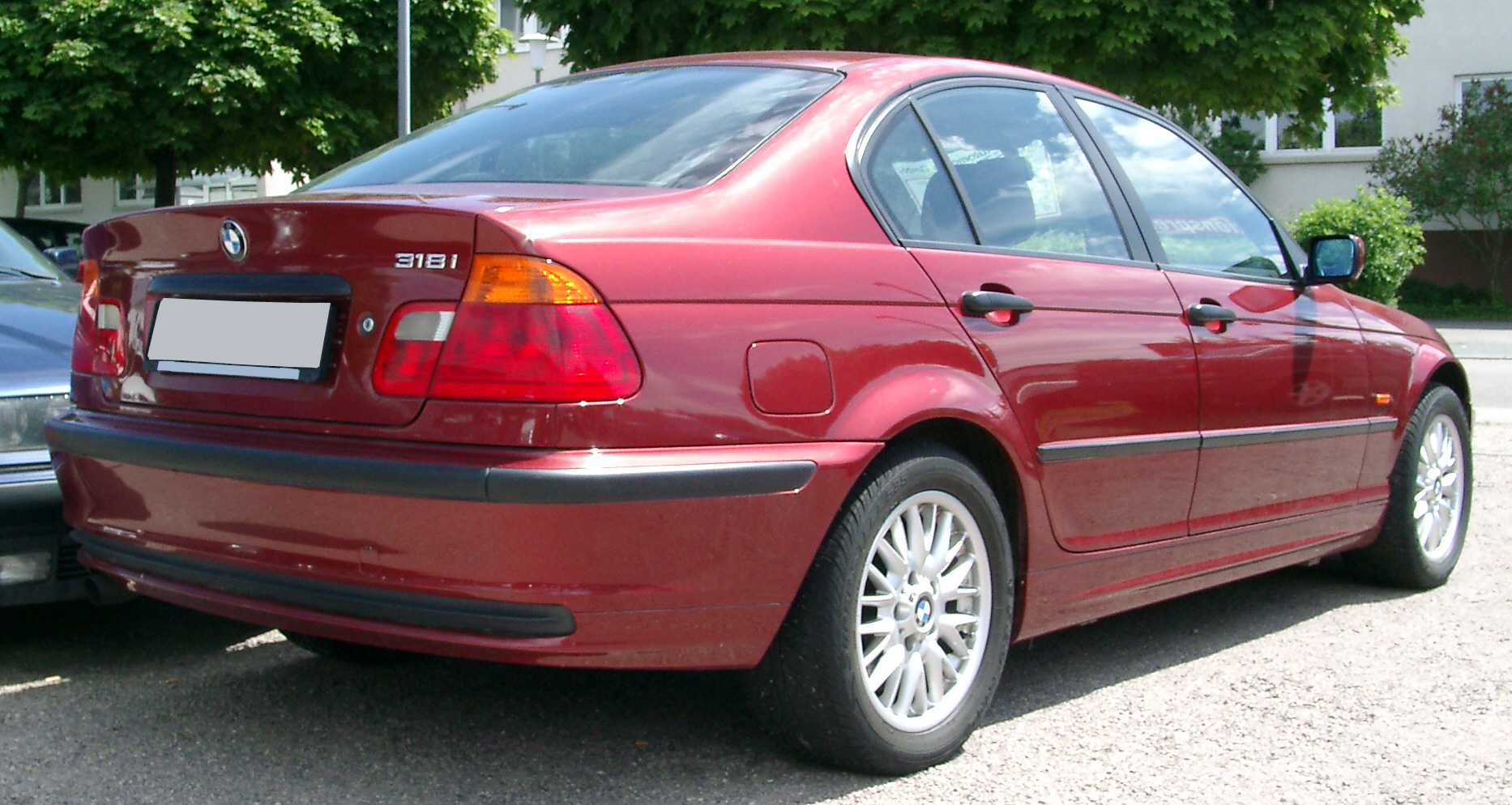
BMW 318i E46 dotata del motore N42

Questo motore era un 4 cilindri in linea disponibile con cilindrate da 1.8 e da 2 litri. In tal senso, questo motore sancisce il ritorno della casa dell'elica, dopo quasi 25 anni, di un'unità da 2 litri frazionata in 4 cilindri. L'ultima è stata l'unità da 2 litri della famiglia M10, montata fino al 1977 sulle BMW 320 e BMW 520.
Tale motore va a sostituire i due motori M43 ed M44. Il nuovo motore è caratterizzato dalla presenza del nuovo sistema a fasatura variabile doppio VANOS, che agisce sia sulle valvole di aspirazione che su quelle di scarico. In ogni caso, la distribuzione era a doppio albero a camme in testa mosso da catena e a 4 valvole per cilindro. Sempre riguardo alla distribuzione, con questo motore viene introdotto il sistema Valvetronic, che, operando congiuntamente al doppio VANOS, assicura una variazione continua della fasatura dei due assi a camme a seconda del carico del motore. L'alimentazione era ad iniezione elettronica Bosch DME ME9.2.
Di seguito vengono descritte le caratteristiche delle due versioni.

### N42B18
Questo motore, che nel 2001 fu insignito del premio di Motore dell'anno nella categoria 1.4-1.8 litri, era derivato direttamente dal 1.8 M42, del quale manteneva le misure di alesaggio e corsa (84x81 mm), e pertanto disponeva della medesima cilindrata di 1796 cm³. La potenza massima era di 115 CV a 5500 giri/min, con una coppia massima di 175 Nm a 3750 giri/min.
Tale motore è stato montato su:
- BMW 316ti E46 Compact;
- BMW 316i E46 (Berlina e Station wagon).

### N42B20
Questo motore è la variante da 2 litri del primo, rispetto al quale è stata allungata la corsa da 81 a 90 mm, con una cilindrata totale di 1995 cc. Un'altra importante differenza con l'unità da 1.8 litri della stessa famiglia stava nella presenza di due alberi di bilanciamento per ridurre drasticamente le vibrazioni del motore. La potenza massima era di 143 CV a 6000 giri/min, con un picco di coppia massima pari a 200 N·m a 3750 giri/min.
Tale motore fu montato su:
- BMW 318ti Compact E46;
- BMW 318i/318Ci E46.